# IM LS6
IM LS6 — среднеразмерный купеобразный электромобиль-кроссовер, выпускаемый с августа 2023 года китайской компанией IM Motors.

## Описание
IM LS6 был представлен в августе 2023 года. Это третья модель компании IM Motors, после IM L7 и IM LS7.
Автомобиль был создан как стилизованный вариант LS7 с большим количеством украшений в переднем бампере, большим передним воздухозаборником и модернизированными стеклоочистителями. Линия крыши плавно опущена к задней части.
Также у автомобиля безрамочные двери с электрическими замками, а с внутренней стороны двери открываются с помощью кнопок. Лобовое стекло не заходит на крышу во всех комплектациях, за исключением стандартной.
На передней приборной панели вместо трёх экранов установлено два, каждый из которых отличается типоразмером. На заказ доступно обычное рулевое колесо, а с завода автомобиль поставляется со «штурвалом». Зеркало заднего вида съёмное.

## Технические характеристики
Оснащён электродвигателями на задней и передней осях мощностью 501 и 276 л. с. соответственно. Общий крутящий момент — 800 Н⋅м. Напряжение аккумуляторов CATL составляет 800 вольт, а запас хода составляет 700 км.

## Галерея
| - Вид сзади - Интерьер |